# 吉村顺三
吉村顺三（英語：Junzō Yoshimura, 1908年9月7日—1997年4月11日）是一位日本建筑师。

## 生平

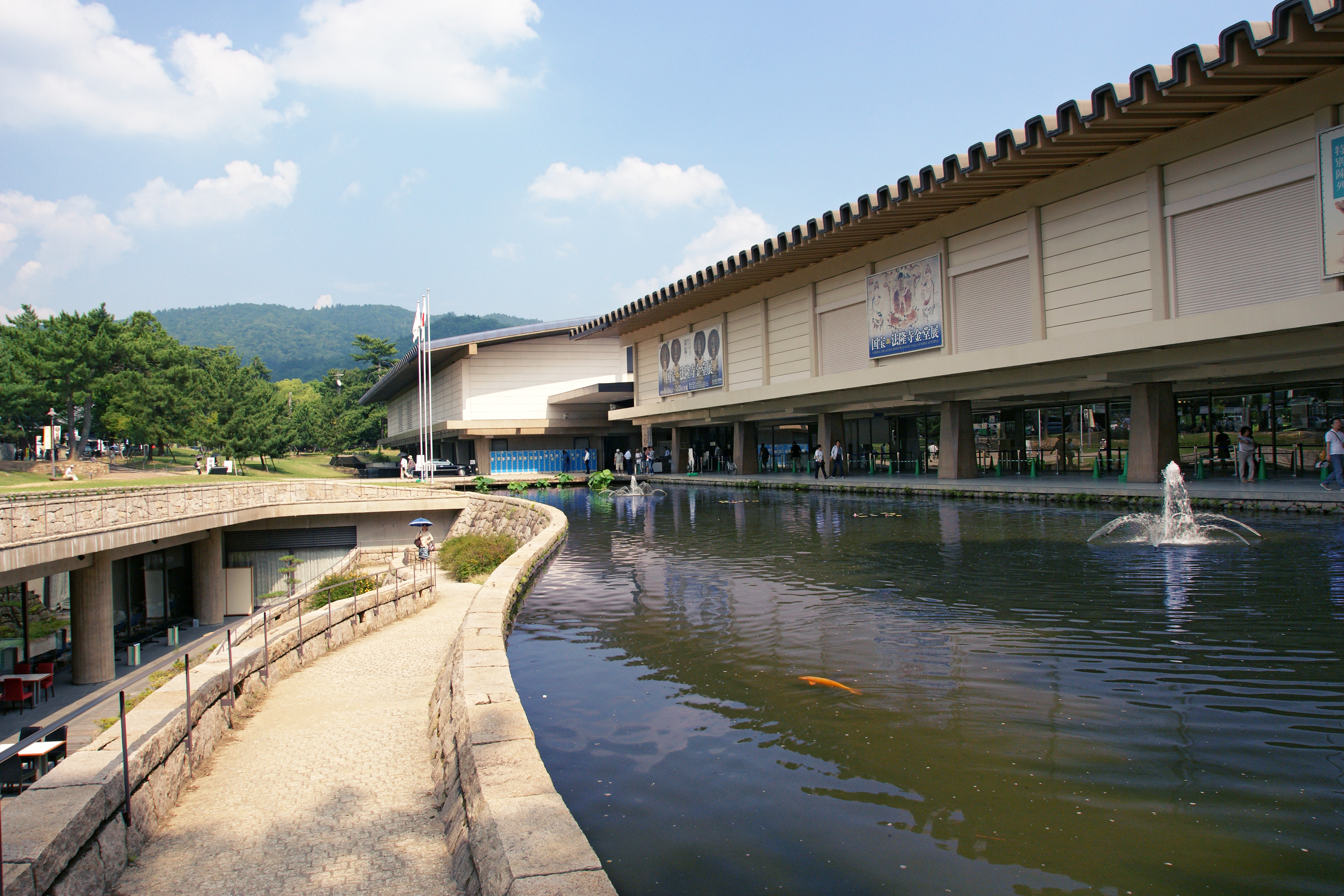
奈良国立博物馆新馆

1908年出生于日本东京都的一个和服商人家庭，1931年毕业于东京美术学校（现东京艺术大学），师从安东尼·雷蒙德学习现代主义建筑。1941年创建吉村顺三设计事务所。1962年担任东京艺术大学教授。
1997年4月11日在日本东京都逝世，享年88岁。

## 荣誉
- 1956年获得日本建筑学会奖
- 1975年获得日本艺术院奖
- 1989年获得每日艺术奖
- 1990年被选为日本艺术院会员
- 1994年被选为文化功勞者
- 1994年获得勋二等瑞寶章